# Choeromorpha amica
Choeromorpha amica là một loài bọ cánh cứng trong họ Cerambycidae.